# Samantha Peszek
Samantha Nicole Peszek (Indiana; 14 de diciembre de 1991) fue una gimnasta estadounidense miembro del equipo de gimnasia femenina de los Estados Unidos en los Juegos Olímpicos de Pekín 2008. Peszek es medallista de oro en el Campeonato Mundial de Gimnasia de 2007 y medallista de plata en los Juegos Olímpicos de Pekín 2008. 
Una vez finalizada su carrera como gimnasta de élite, Peszek compitió en la NCAA con el equipo de UCLA Bruins, equipo de gimnasia artística femenina de la Universidad de California de Los Ángeles. En su primera temporada como gimnasta universitaria, fue campeona nacional de barra de barra de equilibrio; hazaña que repitió en 2015, año en que se retiró, juntamente con el título individual.

## Biografía
Samantha Nicole Peszek nació el 14 de diciembre de 1991 en McCordsville, Indiana, Estados Unidos. Es hija de Ed y Luan Peszek, y tiene una hermana menor, Jessica, que también es gimnasta. Sus padres fueron atletas en la Universidad de Illinois, y su madre trabajó durante años para la Federación Estadounidense de Gimnasia en Indianápolis.
Empezó a practicar gimnasia a los 3 años de edad en el DeVeau’s School of Gymnastics. Tras los Juegos Olímpicos, Peszek cambió de club debido a que su entrenador de toda la vida, Peter Zhao, decidió poner fin a su carrera deportiva. Durante sus últimos años como gimnasta profesional, entrenó en el Sharp’s Gymnastics Academy, mismo gimnasio al que también acudía su compañera de equipo olímpico Bridget Sloan.
Peszek ha sido educada en la fe católica, y en 2010 se graduó en el centro privado Cathedral High School de Indianápolis. En 2011 se matriculó en la Universidad de California en Los Ángeles para estudiar Comunicación, donde se graduó con honores en 2015. Ese año se retiró definitivamente de la competición.
Tras graduarse y poner fin a su carrera como gimnasta, Peszek fichó como comentarista para la cadena Pac-12 Network.
En 2015 fundó, junto a su compañera de equipo olímpico Alicia Sacramone, la plataforma The Gympire. Se trata de una comunidad virtual sobre deporte, salud y nutrición.

## Carrera júnior

### 2004
Entre las primeras competiciones en las que participó Peszek como integrante del equipo nacional júnior fueron el Torneo USA-Canada Friendly, donde ganó la medalla de oro con el equipo estadounidense. Con tan solo 12 años, Peszek se convirtió en la integrante más joven del equipo nacional.
En 2004 participó en la categoría júnior del U.S. Classic y el Campeonato Nacional, donde destaca la medalla de bronce que ganó en la prueba de salto de esta última competición mencionada.

### 2005
En 2005 fue una de las integrantes del equipo estadounidense que compitió en el Mexican Int'l Invitational. Allí, Peszek ganó la medalla de oro en las pruebas de equipo, circuito completo individual, salto y suelo. Ese año volvió a participar en el U.S. Classic, donde ganó las medallas de plata en la categoría de salto, y la medalla de bronce en suelo; y en el Campeonato Nacional, donde se proclamó campeona en salto y ganó la medalla de plata en suelo.

### 2006
En su último año como gimnasta júnior, Peszek fue seleccionada para participar en el Campeonato Panamericano Júnior celebrado en Gatineau, Canadá. Allí fue campeona por equipos junto a sus compañeras de equipo nacional. Además fue campeona individual en el ejercicio de suelo y se clasificó segunda en salto. 
En cuanto a las competiciones domésticas, Peszek participó en el U.S. Classic (ganando la medalla de oro en salto y suelo, y la medalla de plata en barra de equilibrio y en el circuito individual), y en el Campeonato Nacional (clasificándose segunda en salto y tercera en barras asimétricas y en el circuito individual).

## Carrera profesional

### 2007
En 2007, durante su primera temporada como gimnasta de élite, participó en los Juegos Panamericanos celebrados en Río de Janeiro. Junto a sus compañeras se clasificó primera en la final por equipos, quedando por delante de los equipos de Brasil y Canadá. En el Campeonato Nacional que tuvo lugar en San José, California, se clasificó séptima en la final individual, novena en barra de equilibrio y décima en barras asimétricas y suelo. También participó en la American Cup celebrada en Jacksonsville, donde quedó quinta en la final individual.
En agosto de 2007 fue nombrada como integrante del equipo nacional para participar en el Campeonato Mundial de Gimnasia Artística celebrado en Stuttgart, Alemania. En septiembre de 2007, Peszek ganó la medalla de oro en la final por equipos junto a sus compañeras de equipo Nastia Liukin, Shawn Johnson, Ivana Hong, Alicia Sacramone, Bridget Sloan y Shayla Worley.

### 2008
La primera competición en la que participó en 2008 fue la American Cup que tuvo lugar en Nueva York, quedando en tercer lugar en la competición completa individual, por detrás de sus compañeras Nastia Liukin y Shawn Johnson.
En el Campeonato Nacional celebrado en Boston, se clasificó cuarta en el circuito individual, quinta en barra de equilibrio, sexta en barras asimétricas y décima en suelo.
Después de sus más que correctas actuaciones, Peszek participó en las pruebas para seleccionar al equipo olímpico (Olympic Trials), donde fue seleccionada como una de las gimnastas del equipo olímpico estadounidense junto a Nastia Liukin, Shawn Johnson, Chellsie Memmel, Alicia Sacramone y Bridget Sloan.

#### Juegos Olímpicos Pekín 2008
En agosto de 2008 participó en los Juegos Olímpicos de Pekín 2008. El día de la cualificación, donde Peszek tenía que participar en los cuatro aparatos, se torció un tobillo durante el calentamiento, cosa que solamente le dejó participar en la prueba de barras asimétricas. Peszek fue la segunda gimnasta en resultar lesionada en los Juegos; pues antes su compañera Chellsie Memmel también había resultado herida. A pesar de su lesión, Peszek no fue sustituida por ninguna gimnasta de reserva y ganó la medalla de plata por equipos junto a sus compañeras.

### 2009
Después de los Juegos Olímpicos, Peszek se mantuvo apartada de la competición hasta 2009 debido a una lesión de tobillo. Reapareció en el U.S. Classic, donde se clasificó segunda en la prueba de salto. 
Más tarde compitió en el Campeonato Nacional para intentar conseguir una plaza para formar parte del equipo que participaría más adelante en los Mundiales de Gimnasia Artística de ese año. Consiguió clasificarse segunda en barra de equilibrio y séptima en suelo; logrando posicionarse como una de las finalistas para formar el equipo nacional. Finalmente decidió renunciar a ser escogida para operarse de una lesión en el hombro.

## Carrera universitaria
Después de recuperarse de su lesión, Peszek empezó su carrera universitaria en 2011, en la Universidad de California de Los Ángeles para estudiar Comunicación. Además, también se incorporó a la disciplina del equipo de gimnasia artística de Universidad.
Hizo su debut como gimnasta universitaria el 11 de febrero de 2011 en un encuentro entre la Universidad de UCLA Bruins y los equipos de las Universidades de Stanford y Oregon State; en el que solamente participó en la prueba de barras asimétricas. En su primera temporada como gimnasta universitaria, Peszek ganó el título de viga de equilibrio de la NCAA. Fue la primera gimnasta en realizar un salto hacia atrás con giro completo en la NCAA.
El 8 de enero de 2012, debutó, contra la Universidad de Utah, como gimnasta de segundo año. Lo hizo participando, por primera vez en su carrera universitaria, en el circuito individual completo, en el que consiguió una puntuación combinada de 39,450. Completó su segunda temporada como séptima clasificada en barra de equilibrio.
En 2013 suspendió su participación en la competición universitaria para poder alargar su eligibilidad en la NCAA más allá de los cuatro años estipulados. Peszek tomó esa decisión después de sufrir una lesión en el tendón de Aquiles durante la pretemporada.
En 2014 volvió a competir en la NCAA después de superar su lesión. Debutó en el primer encuentro de la temporada contra el equipo de Florida Gators, el 11 de enero de 2014. El 8 de febrero de 2014, durante el encuentro contra Arizona State, Peszek consiguió el primer 10 de su carrera universitaria en el ejercicio de barras asimétricas. En una competición a tres contra Utah State y Bowling Green, Peszek obtuvo la puntuación más alta de su carrera universitaria en el all-around: 39,70 (salto: 9,950; asimétricas: 9,975; barra: 9,925; suelo: 9,850). En marzo de ese mismo año participó en el Pac-12 Conference Championships con su equipo, que se clasificó cuarto. Individualmente se proclamó campeona de barra de equilibrio y terminó segunda en el circuito individual.
En 2015, a pesar de que ya habían finalizado sus cuatro años reglamentarios como universitaria, Peszek optó por usar su elegibilidad a la NCAA como sénior de quinto año (en 2013 no participó en ninguna competición). Se estrenó el 12 de enero en un encuentro contra la Universidad de Oregon State. Ese año ganó el título en la final de la NCAA en barra de equilibrio con una puntuación de 9,95, y fue co-campeona de la final de all-around con una puntuación de 39,60.

### Resultados
| Resultados 2011 | Resultados 2011            | Resultados 2011 | Resultados 2011 | Resultados 2011 | Resultados 2011 | Resultados 2011 | Resultados 2011 | Resultados 2011 |
| Fecha           | Rival                      | Salto           | Asimétricas     | Barra           | Suelo           | All-around      | Equipo          | Notas           |
| --------------- | -------------------------- | --------------- | --------------- | --------------- | --------------- | --------------- | --------------- | --------------- |
| 11/02/2011      | Ohio State y Stanford      | ---             | 9,900           | ---             | ---             | ---             | 196,300         | Debut.          |
| 21/02/2011      | North Carolina State       | ---             | 9,825           | ---             | ---             | ---             | 197,475         | [ 35 ]          |
| 27/02/2011      | Denver Pioneers            | ---             | 9,925           | ---             | ---             | ---             | 196,650         |                 |
| 6/03/2011       | Georgia Bulldogs           | 9,825           | 9,825           | 9,250           | ---             | ---             | 195,750         | [ 36 ]          |
| 13/03/2011      | Cal State Fullerton Titans | 9,875           | 9,900           | 9,800           | ---             | ---             | 191,050         | [ 37 ]          |
| 19/03/2011      | Campeonato Pac-12          | 9,850           | 9,800           | 9,875           | ---             | ---             | 196,750         | [ 38 ]          |
| 15/04/2011      | Semifinales NCAA           | 9,875           | 9,850           | 9,875           | ---             | ---             | 196,500         | [ 39 ]          |
| 16/04/2011      | Final NCAA                 | 9,900           | 9,875           | 9,800           | ---             | ---             | 197,375         | [ 40 ]          |
| 17/04/2011      | Final Individual NCAA      | ---             | ---             | 9,900           | ---             | ---             | ---             | [ 41 ]          |

| Resultados 2012 | Resultados 2012                                   | Resultados 2012 | Resultados 2012 | Resultados 2012 | Resultados 2012 | Resultados 2012 | Resultados 2012 | Resultados 2012 |
| Fecha           | Rival                                             | Salto           | Asimétricas     | Barra           | Suelo           | All-around      | Equipo          | Notas           |
| --------------- | ------------------------------------------------- | --------------- | --------------- | --------------- | --------------- | --------------- | --------------- | --------------- |
| 8/01/2012       | Utah                                              | 9,925           | 9,825           | 9,825           | 9,875           | 39,450          | 196,075         | Debut.          |
| 15/01/2012      | California Golden Bears                           | 9,925           | 9,775           | 9,925           | 9,825           | 38,450          | 196,675         |                 |
| 22/01/2012      | San Jose State                                    | 9,875           | 9,850           | 9,900           | 9,875           | 39,500          | 197,575         |                 |
| 27/01/2012      | Washington                                        | ---             | 9,850           | 9,850           | ---             | ---             | 194,600         |                 |
| 5/02/2012       | Stanford                                          | 9,900           | 9,875           | 9,875           | 9,900           | 39,550          | 197,250         |                 |
| 10/02/2012      | Boise State Broncos, Missouri Tigers y UIC Flames | 9,825           | 9,775           | 9,825           | 9,825           | 39,275          | 196,850         |                 |
| 17/02/2012      | Oregon State y California Golden Bears            | ---             | ---             | 9,350           | ---             | ---             | 196,775         |                 |
| 26/02/2012      | Arizona State                                     | ---             | ---             | 9,925           | ---             | ---             | 198,050         |                 |
| 2/03/2012       | Georgia Bulldogs                                  | ---             | 9,900           | 9,825           | ---             | ---             | 196,975         |                 |
| 11/03/2012      | Oklahoma Sooners                                  | 9,875           | 9,825           | 9,925           | 9,950           | 39,575          | 197,525         |                 |
| 24/03/2012      | Campeonato Pac-12                                 | 9,850           | 9,750           | 9,850           | 9,900           | 38,350          | 197,425         |                 |
| 7/04/2012       | Regionales NCAA                                   | 9,950           | 9,850           | 9,900           | 9,900           | 39,600          | 197,225         |                 |
| 20/04/2012      | Semifinales NCAA                                  | 9,850           | 9,875           | 9,900           | 9,175           | 38,800          | 197,400         |                 |
| 21/04/2012      | Final NCAA                                        | 9,900           | 9,925           | 9,950           | 9,900           | 39,675          | 197,750         |                 |
| 22/04/2012      | Final Individual NCAA                             | ---             | ---             | 9,850           | ---             | ---             | ---             |                 |

| Resultados 2014 | Resultados 2014                    | Resultados 2014 | Resultados 2014 | Resultados 2014 | Resultados 2014 | Resultados 2014 | Resultados 2014 | Resultados 2014 |
| Fecha           | Rival                              | Salto           | Asimétricas     | Barra           | Suelo           | All-around      | Equipo          | Notas           |
| --------------- | ---------------------------------- | --------------- | --------------- | --------------- | --------------- | --------------- | --------------- | --------------- |
| 11/01/2014      | Florida Gators                     | 9,850           | 9,875           | 9,925           | ---             | ---             | 196,625         | Debut.          |
| 25/01/2014      | Utah Utes                          | ---             | 9,875           | ---             | ---             | ---             | 195,875         | [ 42 ]          |
| 8/02/2014       | Arizona State                      | ---             | 10,00           | 9,950           | ---             | ---             | 196,925         | Primer 10.      |
| 16/02/2014      | Washington                         | ---             | 9,925           | 9,875           | ---             | ---             | 196,675         | [ 43 ]          |
| 22/02/2014      | Stanford                           | 9,925           | 9,825           | 9,950           | ---             | ---             | 196,900         | [ 44 ]          |
| 1/03/2014       | Arizona Wildcats                   | 9,900           | 9,900           | 9,900           | ---             | ---             | 197,500         |                 |
| 7/03/2014       | Michigan Wolverines y Utah         | 9,925           | 9,875           | 9,925           | 9,925           | 39,650          | 197,475         | [ 45 ]          |
| 16/03/2014      | Utah State y Bowling Green Falcons | 9,950           | 9,975           | 9.925           | 9,850           | 39,700          | 197,050         | [ 30 ]          |
| 22/03/2014      | Campeonato Pac-12                  | 9,825           | 9,900           | 9,925           | 9,775           | 39,425          | 196,525         | [ 31 ]          |
| 5/04/2014       | Regionales NCAA                    | 9,875           | 9,950           | 9,950           | 9,925           | 39,700          | 196,600         | [ 46 ]          |
| 18/04/2014      | Semifinales NCAA                   | 9,900           | 9,925           | 9,850           | 9,900           | 39,575          | 197,000         | [ 47 ]          |
| 20/04/2014      | Final Individual NCAA              | ---             | 9,100           | ---             | ---             | ---             | ---             |                 |

| Resultados 2015 | Resultados 2015                   | Resultados 2015 | Resultados 2015 | Resultados 2015 | Resultados 2015 | Resultados 2015 | Resultados 2015 | Resultados 2015 |
| Fecha           | Rival                             | Salto           | Asimétricas     | Barra           | Suelo           | All-around      | Equipo          | Notas           |
| --------------- | --------------------------------- | --------------- | --------------- | --------------- | --------------- | --------------- | --------------- | --------------- |
| 12/01/2015      | Oregon State                      | 9,950           | 9,875           | 9,850           | 9,875           | 39,550          | 196,000         | [ 33 ]          |
| 19/01/2015      | Arizona Wildcats                  | 9,875           | 9,975           | 9,950           | ---             | ---             | 195,975         | [ 48 ]          |
| 23/01/2015      | Utah Utes                         | 9,900           | 9,900           | 9,950           | 9,875           | 39,625          | 194,725         | [ 49 ]          |
| 1/02/2015       | California Golden Bears           | ---             | 9,875           | ---             | ---             | ---             | 196,800         | [ 50 ]          |
| 9/02/2015       | Washington                        | 9,900           | 9,875           | 9,250           | ---             | ---             | 197,000         | [ 51 ]          |
| 14/02/2015      | Stanford                          | 9,900           | 9,825           | 9,850           | ---             | ---             | 197,075         | [ 52 ]          |
| 21/02/2015      | Nebraska, Sacramento y Bridgeport | 9,900           | 9,900           | 9,950           | 9,875           | 39,625          | 197,050         | [ 53 ]          |
| 28/02/2015      | Arizona State                     | 9,950           | 9,900           | 9,925           | ---             | ---             | 197,350         | [ 54 ]          |
| 7/03/2015       | Stanford                          | 9,950           | 9,900           | 9,375           | 9,950           | 39,175          | 197,950         | [ 55 ]          |
| 13/03/2015      | Arkansas Razorbacks               | 9,925           | 9,875           | 9,950           | ---             | ---             | 197,175         | [ 56 ]          |
| 21/03/2015      | Campeonato Pac-12                 | 9,800           | 9,875           | 9,950           | 9,950           | 39,575          | 197,350         | [ 57 ]          |
| 4/04/2015       | Regionales NCAA                   | 9,900           | 9,900           | 9,950           | 9,925           | 39,675          | 197,500         | [ 58 ]          |
| 17/04/2015      | Semifinales NCAA                  | 9,900           | 9,900           | 9,900           | 9,900           | 39,600          | 196,400         | [ 59 ]          |
| 19/04/2015      | Final Individual NCAA             | ---             | ---             | 9,950           | 9,8875          | ---             | ---             | [ 34 ]          |

## Medallero
| Año  | Competición                | Equipo            | AA                | VT                | UB                | BB               | FX                |  |
| ---- | -------------------------- | ----------------- | ----------------- | ----------------- | ----------------- | ---------------- | ----------------- |  |
| 2004 | USA-Canada Friendly        | Medalla de oro    |                   |                   |                   |                  |                   |  |
| 2004 | U.S. Classic               |                   | 11                | 7                 |                   |                  | 10                |  |
| 2004 | Campeonato Nacional Júnior |                   | 8                 | Medalla de bronce | 10                |                  | 9                 |  |
| 2005 | Mexican Int'l Invitational | Medalla de oro    | Medalla de oro    | Medalla de oro    |                   |                  | Medalla de oro    |  |
| 2005 | U.S. Classic               |                   | 8                 | Medalla de plata  |                   | 9                | Medalla de bronce |  |
| 2005 | Campeonato Nacional Júnior |                   | 7                 | Medalla de oro    |                   |                  | Medalla de plata  |  |
| 2006 | Int'l Gymnix               |                   | Medalla de oro    | Medalla de oro    | Medalla de bronce |                  |                   |  |
| 2006 | Campeonato Panamericano    | Medalla de oro    | 4                 | Medalla de plata  |                   |                  | Medalla de oro    |  |
| 2006 | U.S. Classic               |                   | Medalla de plata  | Medalla de oro    | 4                 | Medalla de plata | Medalla de oro    |  |
| 2006 | Campeonato Nacional Júnior |                   | Medalla de bronce | Medalla de plata  | Medalla de bronce | 7                | 5                 |  |
| 2007 | USA-Great Britain Friendly | Medalla de oro    | Medalla de bronce | Medalla de oro    |                   | Medalla de plata | Medalla de oro    |  |
| 2007 | Juegos Pan Americanos      | Medalla de oro    |                   |                   |                   |                  |                   |  |
| 2007 | Campeonato Nacional        |                   | 7                 |                   | 10                | 9                | 10                |  |
| 2007 | Campeonato Mundial         | Medalla de oro    |                   |                   |                   |                  |                   |  |
| 2008 | American Cup               |                   | Medalla de bronce |                   |                   |                  |                   |  |
| 2008 | Campeonato Nacional        |                   | 4                 |                   | 6                 | 5                | 10                |  |
| 2008 | Olympic Trials             |                   | 4                 | 4                 | 6                 | 4                | Medalla de plata  |  |
| 2008 | Juegos Olímpicos           | Medalla de plata  |                   |                   |                   |                  |                   |  |
| 2009 | U.S. Classic               |                   |                   | Medalla de plata  |                   |                  |                   |  |
| 2009 | Campeonato Nacional        |                   |                   |                   |                   | Medalla de plata | 7                 |  |
| 2011 | NCAA                       | Medalla de plata  |                   |                   |                   | Medalla de oro   |                   |  |
| 2012 | NCAA                       | Medalla de bronce |                   |                   |                   | 7                |                   |  |
| 2014 | NCAA                       |                   | 4                 |                   |                   |                  |                   |  |
| 2015 | NCAA                       |                   | Medalla de oro    |                   |                   | Medalla de oro   |                   |  |

Notas: AA=Circuito completo individual. VT=Salto. UB=Barras asimétricas. BB=Barra de equilibrio. FX=Suelo.